# Saitis cupidon
Saitis cupidon är en spindelart som först beskrevs av Simon 1885.  Saitis cupidon ingår i släktet Saitis och familjen hoppspindlar. Inga underarter finns listade i Catalogue of Life.